# Dinosauři: Anatomická tajemství
Dinosauři: Anatomická tajemství (v anglickém originále Clash of the Dinosaurs) je americký populárně naučný dokument o některých aspektech anatomie a života neptačích dinosaurů. Zaměřuje se především na aspekt obrany a útoku mezi dravými a býložravými dinosaury. Tato čtyřdílná minisérie z dílny Dangerous LTD měla televizní premiéru 13. prosince 2009 na knálu Discovery Channel.

## Rody dinosaurů
V dokumentu se postupně objevují následující rody dinosaurů ze třech různých období křídy (před zhruba 110 miliony let, 75 miliony let a 65 miliony let).
- Ankylosaurus
- Deinonychus
- Parasaurolophus
- Quetzalcoatlus (nejde o dinosaura, nýbrž ptakoještěra)
- Sauroposeidon
- Triceratops
- Tyrannosaurus

## Kontroverze
Jedním z účinkujících vědeckých poradců je také americký paleontolog Mathew Wedel. Ten se prostřednictvím internetu ostře ohradil proti zkreslení svého komentáře pro dokument. Další výtkou dokumentu je to, že se příliš často opakují záběry s digitálně vytvořenými dinosaury. Některé scény jsou pak nesmyslné (například ulovení mláděte sauroposeidona o velikosti slona dvěma dravými deinonychy). V české verzi jsou také další chyby v dabingu, jako například nazývání dinosaurů nesprávným pojmem "ještěr".